# Андрушівське хлібоприймальне підприємство
Андрушівське хлібоприймальне підприємство — підприємство харчової промисловості у місті Андрушівка Андрушівського району Житомирської області України.

## Історія
Під час громадянської війни в Російській імперії та польсько-радянської війни селище постраждало, але після закінчення бойових дій почалося відновлення господарства. Тут було створено пункт «Заготзерно». У березні 1923 року Андрушівка стала районним центром, що активізувало розвиток населеного пункту. Пізніше тут була побудована електростанція і почалася електрифікація.
Під час німецько-радянської війни з 10 липня 1941 до 27 грудня 1943 року селище перебувало під німецькою окупацією. У цей час у селищі діяли радянські підпільники, пов'язані з партизанською диверсійною групою І. Д. Богорада, які зривали виконання господарських заходів окупаційної адміністрації (зокрема, перешкоджали збору та вивезенню хліба до Німеччини).
У ніч із 26 на 27 грудня 1943 року Андрушівку звільнили радянські війська. Почалося відновлення господарства (зокрема, хлібоприймального пункту при залізничній станції). Уже до 5 лютого 1944 року було підготовлено і розподілено 12 тис. центнерів посівного матеріалу, що забезпечило успішне проведення весняної посівної кампанії (за це досягнення Андрушівка була нагороджена Червоним прапором Житомирської обласної організації ЛКСМУ).
Після війни основними зерновими культурами району були пшениця і ячмінь. ХПП діяло у виробничій кооперації з іншими підприємствами райцентру (зокрема, спиртзаводом і побудованим пізніше Андрушівським комбікормовим заводом).
Після проголошення незалежності України підприємство перейшло у відання міністерства сільського господарства і продовольства України.
У березні 1995 року Верховна Рада України внесла ХПП до переліку підприємств, приватизація яких заборонена у зв'язку з їхнім загальнодержавним значенням.
Після створення в серпні 1996 року державної акціонерної компанії «Хліб України» підприємство перейшло у відання ДАК «Хліб України».
У листопаді 1997 року Кабінет міністрів України затвердив рішення про приватизацію ХПП у першому півріччі 1998 року. Надалі, державне підприємство було перетворено на відкрите акціонерне товариство.
У грудні 2001 року було порушено справу про банкрутство хлібоприймального підприємства.

## Діяльність
Підприємство здійснювало приймання, сушіння, зберігання і відвантаження зерна (переважно пшениці).